# هری پچ (یادبود)
«هری پچ (یادبود)» (به انگلیسی: Harry Patch (In Memory Of))نام آهنگی از گروه آلترنیتیو راک انگلیسی ردیوهد است که در سال ۲۰۰۹ منتشر شد.گروه آهنگ را به یاد و خاطره هری پچ آخرین سرباز بریتانیایی نجات یافته در جنگ جهانی اول ضبط و پخش کردند.در حالی که آهنگ به صورت اینترنتی و به قیمت یک یورو منتشر شد تمامی عواید فروش آهنگ به لژیون سلطنتی بریتانیا بخشیده شد.
آهنگ کمی قبل از مرگ هری پچ در کلیسایی ضبط شد و شامل ترانه‌ای از تام یورک و مجموعه سازهای زهی بود که توسط جانی گرینوود رهبری می‌شد.ترانه از دیدگاه سربازی در جنگ جهانی اول گفته می‌شود که شامل تعدادی از نقل قول‌های هری پچ نیز می‌گردد.در حالی که اکثر واکنش‌ها به آهنگ مثبت بود و منتقدان پیام آهنگ را ستودند گروهی آهنگ را به خاطر فضای محزون آهنگ به شدت کوبیدند.خانواده هری پچ از آهنگ و بخشش عواید فروش آهنگ تقدیر کردند.